# 홍자 (가수)
홍자(본명: 박지민, 1985년 9월 29일 ~ )는 대한민국의 트로트 가수로 2006년에 뮤지컬 배우로 첫 데뷔를 하였다.

## 학력
- 경민대학교 연극영화과 (졸업)

## 음반
- 2012년 왜 말을 못해 / 울보야
- 2015년 홍자시대
- 2018년 Come Back HongJa
- 2019년 9월 9일 정규 1집 내:딛다 (1st FULL LENGTH ALBUM)[1]
- 2021년 4월 29일 술잔 (EP)[2]
- 2024년 8월 28일 3rd미니앨범 빠라삐리뽀

## 방송

### 텔레비전
- 2019년 TV조선 《내일은 미스트롯》
- 2019년 MBC 《섹션TV 연예통신》
- 2019년 MBC 에브리원 《대한외국인》
- 2019년 MBC 에브리원 《비디오스타》
- 2019년 KBS 조이 《무엇이든 물어보살》
- 2019년 tvN 《풀 뜯어먹는 소리-대농 원정대 》
- 2019년 JTBC2 《악플의 밤》
- 2019년 MBC 《미스터리 음악쇼 복면가왕》 여름엔~ 내가 제일 잘 나가! 워터파크 (참가자)
- 2019년 MBN 《최고의 한방》
- 2019년 엠넷 《더 콜2》
- 2019년 TV조선 《처음부터 패밀리 - 부라더 시스터》
- 2019년 KBS2 《불후의 명곡 - 전설을 노래하다》
- 2020년 JTBC 《한끼줍쇼》
- 2020년 MBN 《친한 예능》
- 2020년 JTBC 《아는 형님》with 송가인
- 2020년 SBS 《강호동의 밥심》 with 송가인,정미애
- 2021년 KBS2 《노래가 좋아》
- 2022년 SBS 《골 때리는 그녀들》
- 2023년 MBC 《생방송 행복드림 로또 6/45》- 게스트 1077회
- 2025년 KBS2 《오래된 만남 추구》- 3기

### 라디오
- 2020년 SBS 파워FM 《두시탈출 컬투쇼》... 5월 7일
- 2020년 MBC 표준FM 《아이돌 라디오》... 5월 8일

## 수상
- 2019년 TV조선 내일은 미스트롯 미
- 2019년 소리바다 베스트 케이뮤직 어워즈 트로트 신인상